# Ragösen (Coswig)

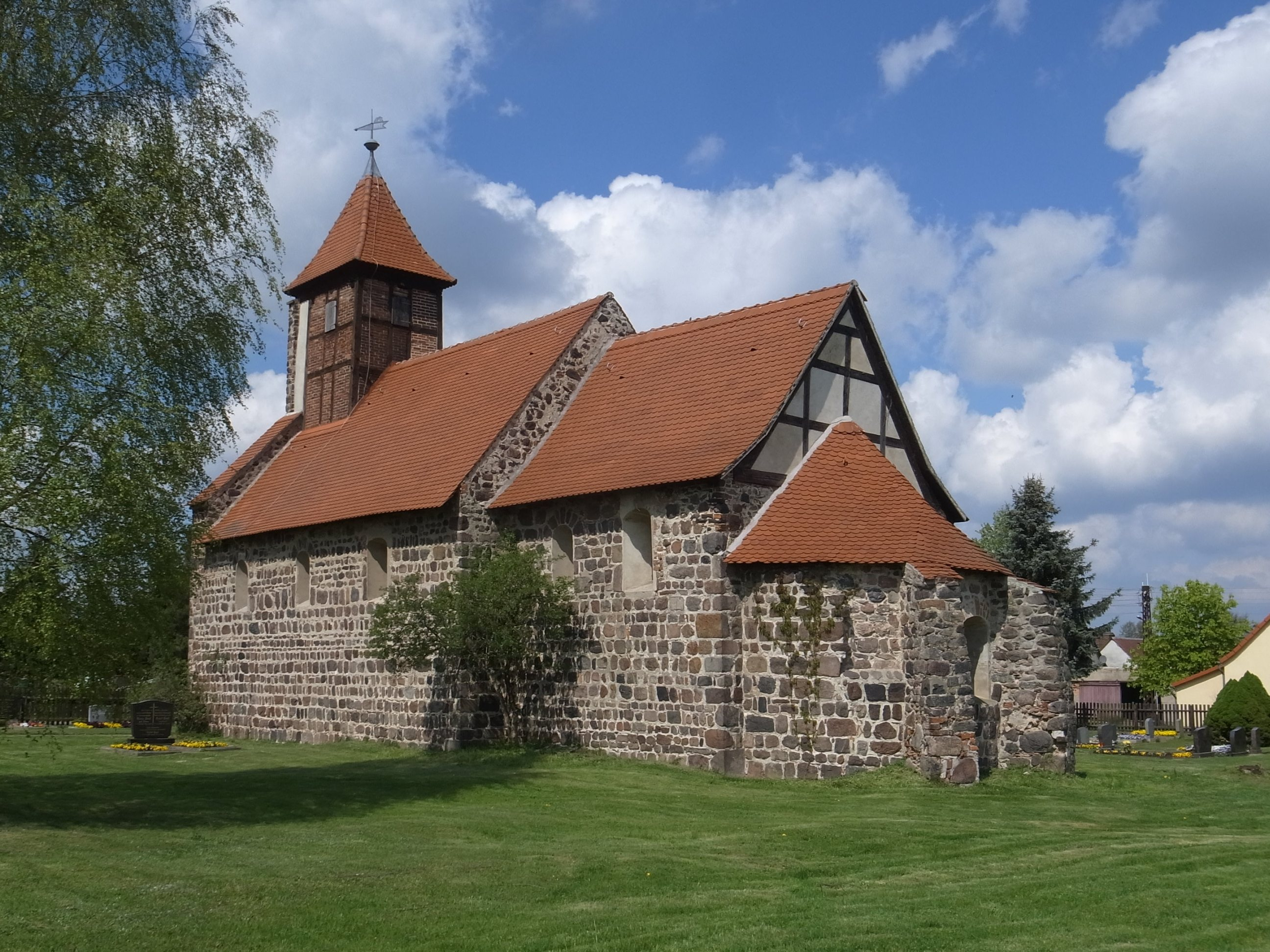
Feldsteinkirche, St. Jakobi

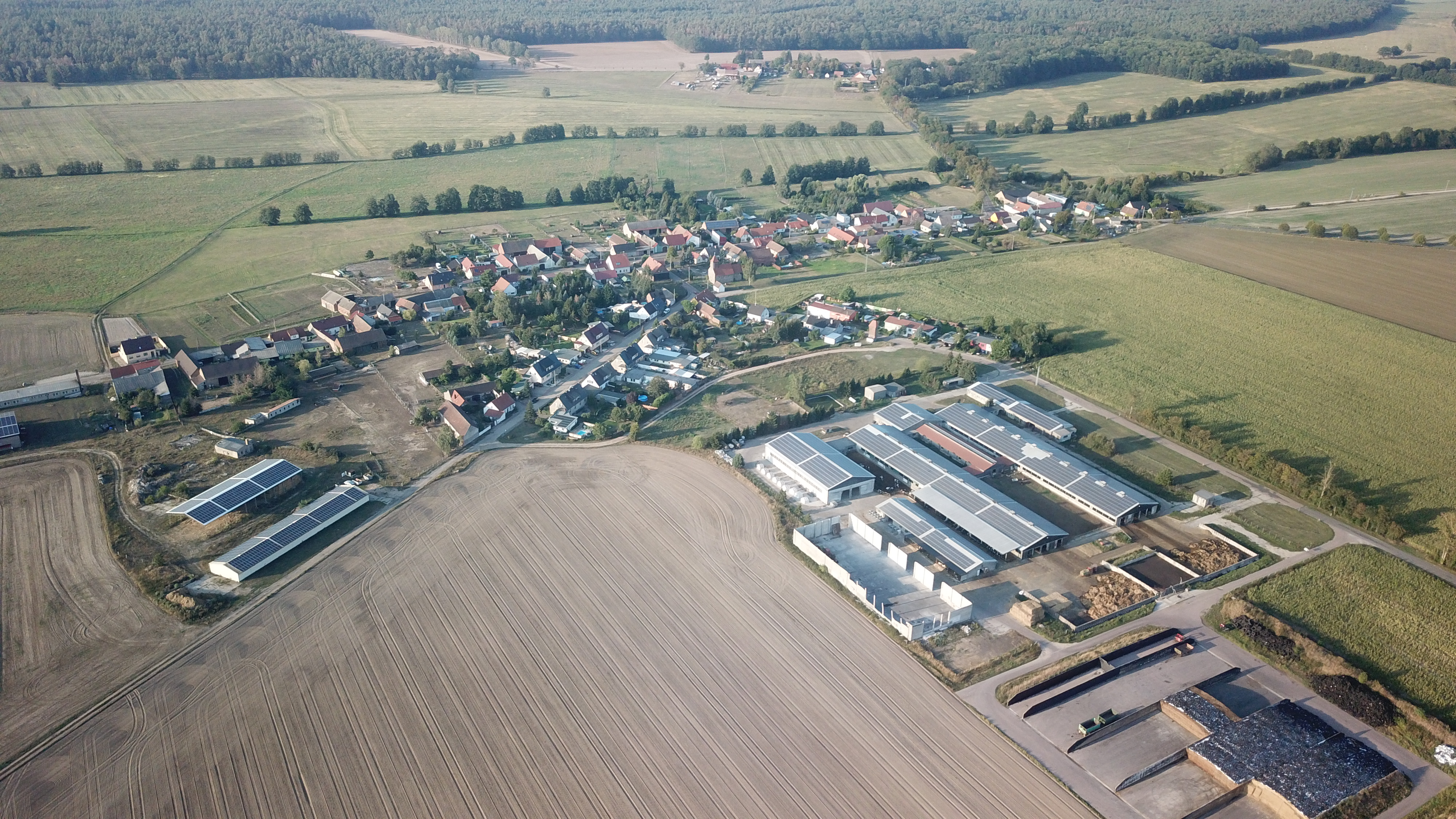
Luftaufnahme vom 22. August 2019 – im Hintergrund ist der ehemalige Ortsteil Krakau zu sehen.

Ragösen ist ein Ortsteil der Stadt Coswig (Anhalt) im Landkreis Wittenberg in Sachsen-Anhalt.

## Geografie
Ragösen am Südwestrand des Fläming liegt im Tal der oberen Nuthe. Dieser kleine Fluss entspringt etwa fünf Kilometer nordöstlich des Ortes, durchfließt Zerbst und mündet bei Barby in die Elbe. Die Umgebung ist sehr waldreich, das Gelände ist durch sanfte Hügel gekennzeichnet. Der Weinberg im ausgedehnten Waldgebiet drei Kilometer nördlich von Ragösen erreicht 136 m ü. NHN.
Die nächstgelegenen Städte sind Dessau-Roßlau, Coswig (Anhalt) und Zerbst.

## Geschichte
Am 20. Juli 1950 wurde die bis dahin eigenständige Gemeinde Krakau nach Ragösen eingemeindet.
Am 1. Juli 2007 wurde die damalige Gemeinde Ragösen aufgrund einer Kreisgebietsreform vom ehemaligen Landkreis Anhalt-Zerbst in den Landkreis Wittenberg eingegliedert.
Am 1. Juli 2009 wurde Ragösen nach Coswig (Anhalt) eingemeindet. Der letzte Bürgermeister war Hans-Peter Klausnitzer.

## Dorfkirche
Die Dorfkirche St. Jakobi ist ein kleines, wohl proportioniertes Feldsteinbauwerk aus Schiff, eingezogenem Rechteckchor und Apsis aus der Zeit um 1200. Über dem Westteil erhebt sich ein Fachwerkdachreiter mit gemauerter Westwand von der barocken Erneuerung zu Anfang des 18. Jahrhunderts. Die Apsis wird durch zwei Strebepfeiler abgestützt. Die letzte Instandsetzung erfolgte 1992. Die rundbogige Priesterpforte, das rundbogige Portal auf der Nordseite und einige ursprüngliche Fenster sind erhalten; im Übrigen erhellen Korbbogenfenster das Innere.
Innen ist das Bauwerk flach gedeckt und mit einer Westempore ausgestattet. Ein Taufstein in plumper Kelchform sowie eine barocke Kanzel gehören zur Ausstattung; die Kanzel zeigt einen polygonalen Korb mit Ecksäulchen, der auf einem volkstümlich gestalteten Kanzelfuß ruht, welcher als eine Figur mit vegetabilem Schmuck ausgebildet ist. Das zweireihige Gestühl stammt aus dem 19. Jahrhundert, ebenfalls der neuromanische Orgelprospekt. Eine Bronzeglocke wurde im 13. Jahrhundert geschaffen.
Die Kirche gehört zum Kirchenkreis Zerbst der Evangelischen Landeskirche Anhalts.

## Verkehrsanbindung
Die Landesstraße 121 (ehemals Bundesstraße 187a) von Zerbst nach Coswig (Anhalt) führt durch Ragösen. Im Nachbarort Jeber-Bergfrieden besteht Bahnanschluss (Strecke Dessau-Roßlau–Potsdam–Berlin) (Kanonenbahn). In 16 bzw. 20 km Entfernung liegen die Autobahnanschlüsse „Köselitz“ und „Coswig“ an der A 9 (Berlin–München).